# Sebastián Ubilla
Sebastián Andrés Ubilla Cambón (Quilpué, 9 de agosto de 1990) é um futebolista chileno. Atualmente joga na Universidad de Chile como atacante.

## Carreira
Nascido em Quilpué. Joga como atacante e meia.
Chegou nas categorias de base do Santiago Wanderers em 2003, onde ficou até  quando estreou profissionalmente no Torneio Apertura.
Após o atacante Sebastián Ubilla do Santiago Wanderers ser artilheiro da fase regular do Torneio Apertura 2012 com 11 gols,  acabou chamando a atenção do técnico Jorge Sampaoli da Universidad de Chile que pediu contratação do jogador, já estreando para a partida válida pela semifinal da Copa Libertadores contra o Boca Juniors. Em 1º de junho de 2012, após dias de especulações, finalmente foi confirmado como novo reforço da Universidad de Chile. Seis dias depois, foi apresentado oficialmente como novo jogador do clube. La 'U' comprou 80% do passe por 1,25 milhões de dólares com contrato de quatro anos, e o jogador estreará na equipe com a camisa 19.

## Seleção Chilena
Foi convocado pela primeira vez para a Seleção Chilena pelo treinador Claudio Borghi para um amistoso contra o Paraguai.

## Estatísticas
Até 1º de junho de 2012.

### Clubes
| Clube                | Temporada         | Campeonato nacional | Campeonato nacional | Copa nacional[a] | Copa nacional[a] | Competições continentais[b] | Competições continentais[b] | Outros torneios[c] | Outros torneios[c] | Total | Total |
| Clube                | Temporada         | Jogos               | Gols                | Jogos            | Gols             | Jogos                       | Gols                        | Jogos              | Gols               | Jogos | Gols  |
| -------------------- | ----------------- | ------------------- | ------------------- | ---------------- | ---------------- | --------------------------- | --------------------------- | ------------------ | ------------------ | ----- | ----- |
| Santiago Wanderers   | 2008              | 9                   | 0                   | 1                | 0                | —                           | —                           | 0                  | 0                  | 10    | 0     |
| Santiago Wanderers   | 2009              | 18                  | 3                   | 0                | 0                | —                           | —                           | 0                  | 0                  | 18    | 3     |
| Santiago Wanderers   | 2010              | 28                  | 2                   | 1                | 0                | —                           | —                           | 0                  | 0                  | 29    | 2     |
| Santiago Wanderers   | 2011              | 33                  | 7                   | 5                | 0                | —                           | —                           | 0                  | 0                  | 38    | 7     |
| Santiago Wanderers   | 2012              | 15                  | 11                  | 0                | 0                | —                           | —                           | 0                  | 0                  | 15    | 11    |
| Santiago Wanderers   | Total             | 103                 | 23                  | 7                | 0                | 0                           | 0                           | 0                  | 0                  | 110   | 23    |
| Universidad de Chile | 2012/13           | 20                  | 10                  | 6                | 1                | 10                          | 3                           | 2                  | 0                  | 38    | 14    |
| Universidad de Chile | 2013/14           | 13                  | 3                   | 1                | 0                | 2                           | 0                           | -                  | -                  | 16    | 3     |
| Universidad de Chile | 2014/15           | 23                  | 10                  | 4                | 3                | 6                           | 2                           | -                  | -                  | 33    | 15    |
| Universidad de Chile | 2015/16           | 27                  | 8                   | 10               | 2                | 1                           | 0                           | 1                  | 0                  | 39    | 10    |
| Universidad de Chile | Total             | 81                  | 31                  | 21               | 6                | 19                          | 5                           | 3                  | 0                  | 128   | 42    |
| Total na carreira    | Total na carreira | 186                 | 54                  | 28               | 6                | 19                          | 5                           | 3                  | 0                  | 229   | 65    |

- a. ^ Jogos da Copa Chile
- b. ^ Jogos da Copa Libertadores e Copa Sul-Americana
- c. ^ Jogos do Jogo amistoso